# Girvan
Girvan (in gaelico scozzese: Inbhir Gharbhain) è una cittadina (anticamente: burgh) di circa 6.500 abitanti della costa sud-occidentale della Scozia, facente parte dell'area amministrativa dell'Ayrshire Meridionale  e situata lungo l'estuario del Water of Girvan. È il centro maggiore del distretto di Carrick.

## Geografia fisica
Girvan si trova a circa 56 miglia a sud di Glasgow  e si estende tra il mare e le Galloway Hills.

## Storia
Nel 1668, fu concesso a Girvan lo status di burgh.
Girvan iniziò a svilupparsi a partire dal 1860, con l'arrivo in città della ferrovia che collegava Glasgow a Maybole.

## Monumenti e luoghi d'interesse

### Architetture religiose

#### North Parish Church
Tra gli edifici principali di Girvan, figura la North Parish Church, eretta nel 1886.

## Società

### Evoluzione demografica
Al censimento del 2011, Girvan contava una popolazione pari a 6.651 abitanti.
La località ha conosciuto quindi un decremento demografico rispetto al 2001, quando contava 6.940 abitanti.

## Sport
- La squadra di calcio locale è il Girvan Football Club[4]